# Wayne Andre
Wayne Andre (17. listopadu 1931 – 26. srpna 2003) byl americký jazzový pozounista. Počátkem padesátých let doprovázel trumpetistu Charlieho Spivaka. V roce 1956 hrál s Woody Hermanem a později s Kai Windingem. Následně pracoval převážně jako studiový hudebník. Během své kariéry hrál na albech řady hudebníků, mezi které patří Yusef Lateef, Randy Weston, Airto Moreira, Lalo Schifrin nebo Kenny Burrell. V roce 1975 hrál na albu Born to Run rockového zpěváka Bruce Springsteena. Zemřel na rakovinu ve svých jedenasedmdesáti letech.